# オールド・サウス集会場
オールド・サウス集会場 (英語: Old South Meeting House) は、1729年にアメリカ合衆国マサチューセッツ州ボストンのダウンタウン・クロッシングのミルク・ストリートとワシントン・ストリートの交差点に建てられた歴史的教会。1773年12月16日、ボストン茶会事件の集会が行なわれたことで知られる。当時ボストン市内で最大の建物であり、5千名以上の入植者たちが集まった。

## 歴史

### 1729年-1872年、教会
1729年、56m(183ft)の尖塔を持つ教会が完成した。1630年にジョン・ウィンスロップが創立した会衆派教会であるボストン第1教会から1639年に分岐し集会した。ボストン第1教会牧師ジョン・ノートンの未亡人ミセス・ノートンから土地が寄贈された。初代牧師はイングランドのソールズベリー出身のトーマス・サッチャーであった。サッチャーは医師でもあり、マサチューセッツ初の医学論文を出したことで知られている。

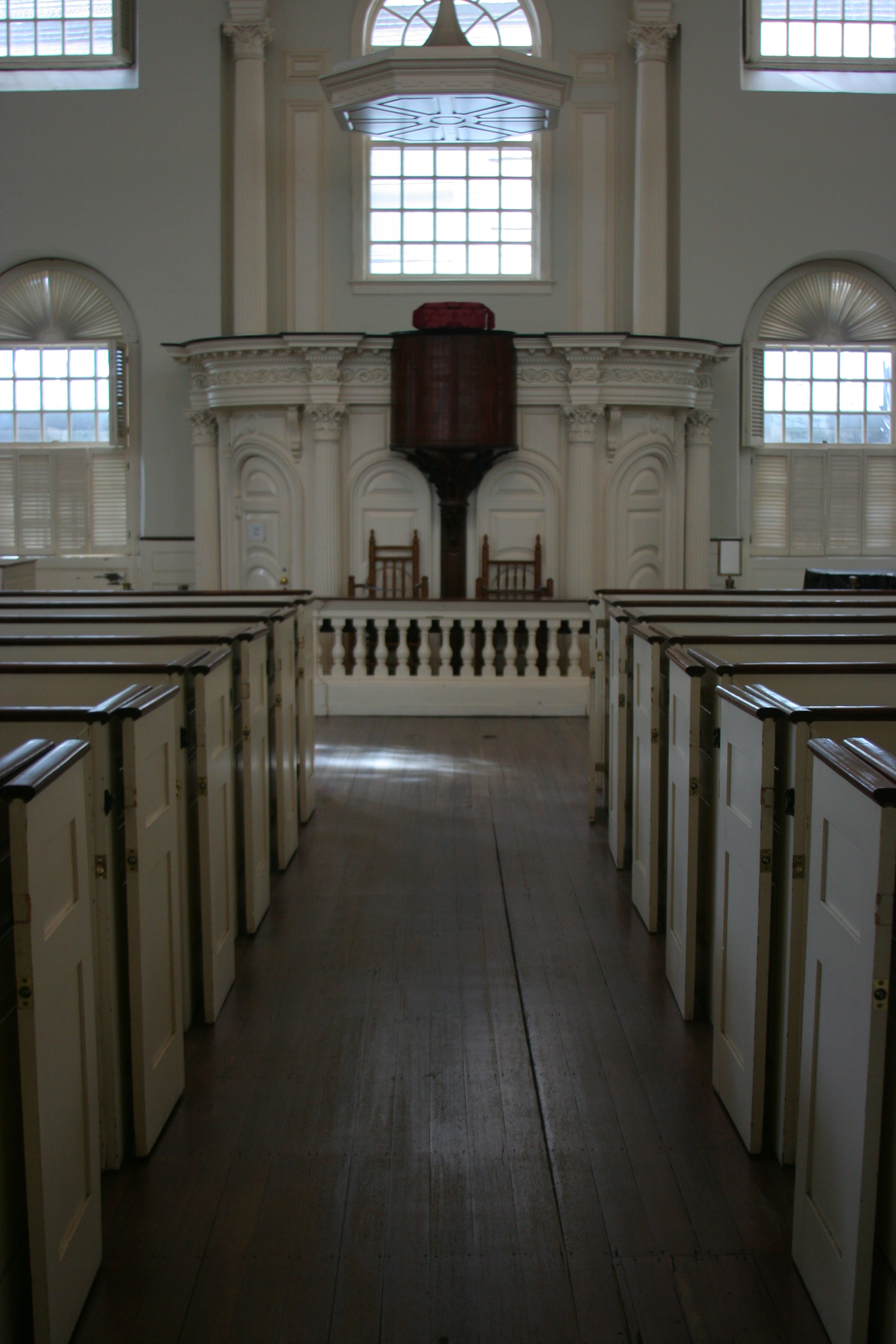
2010年、オールド・サウス内部

1770年のボストン虐殺事件の後、1775年まで毎年ジョン・ハンコックやジョセフ・ウォーレンを招いて追悼記念として集会していた。1773年、5千名が集まりイギリスの課税に関して議論し、その後一団が近くに停泊した茶を積んだ貿易船3隻を襲撃してのちに「ボストン茶会事件」と呼ばれるようになった。
1775年、集会場は革命派とつながりがあるとしてイギリス軍に占拠された。イギリス軍は建物内部を破壊して土砂を敷き、乗馬練習場として使用した。内部を破壊しただけでなく、塔に隠していたピルグリム・ファーザーズのウィリアム・ブラッドフォードの『Of Plymouth Plantation 』(1620年)の貴重な原本などを強奪した。
1872年のボストン大火において集会場はほとんど焼失するところであったがニューハンプシャー州ポーツマスから消防車が到着して消し止められた。しかし火は住宅街からバック・ベイに向かって広がっていった。カプリー・スクエアに新たなオールド・サウス教会を建て、現在に至る。1年に1度、感謝祭前の日曜日にオールド・サウスは教会ではなく集会場に集まる。

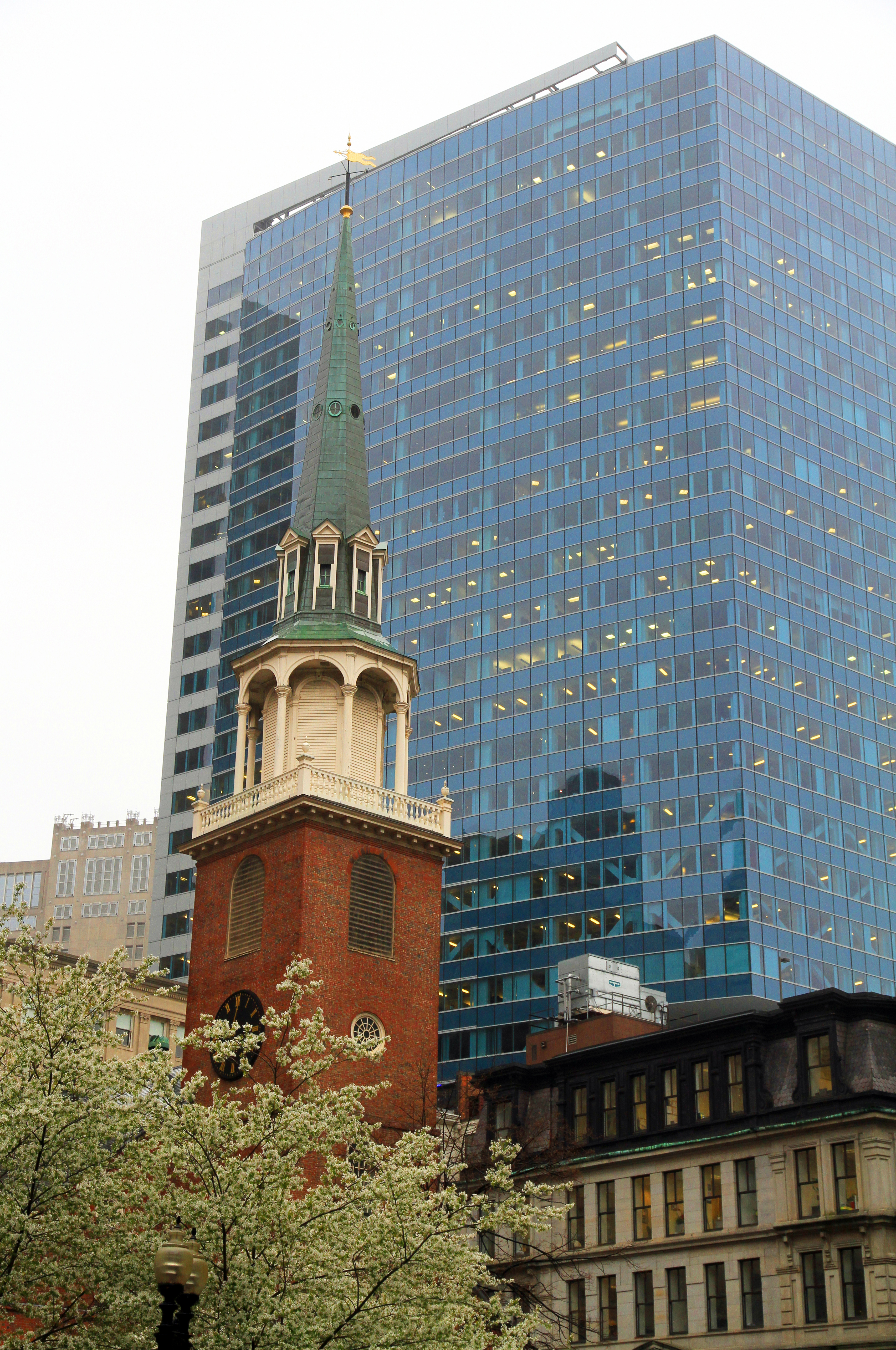
オールド・サウス集会場

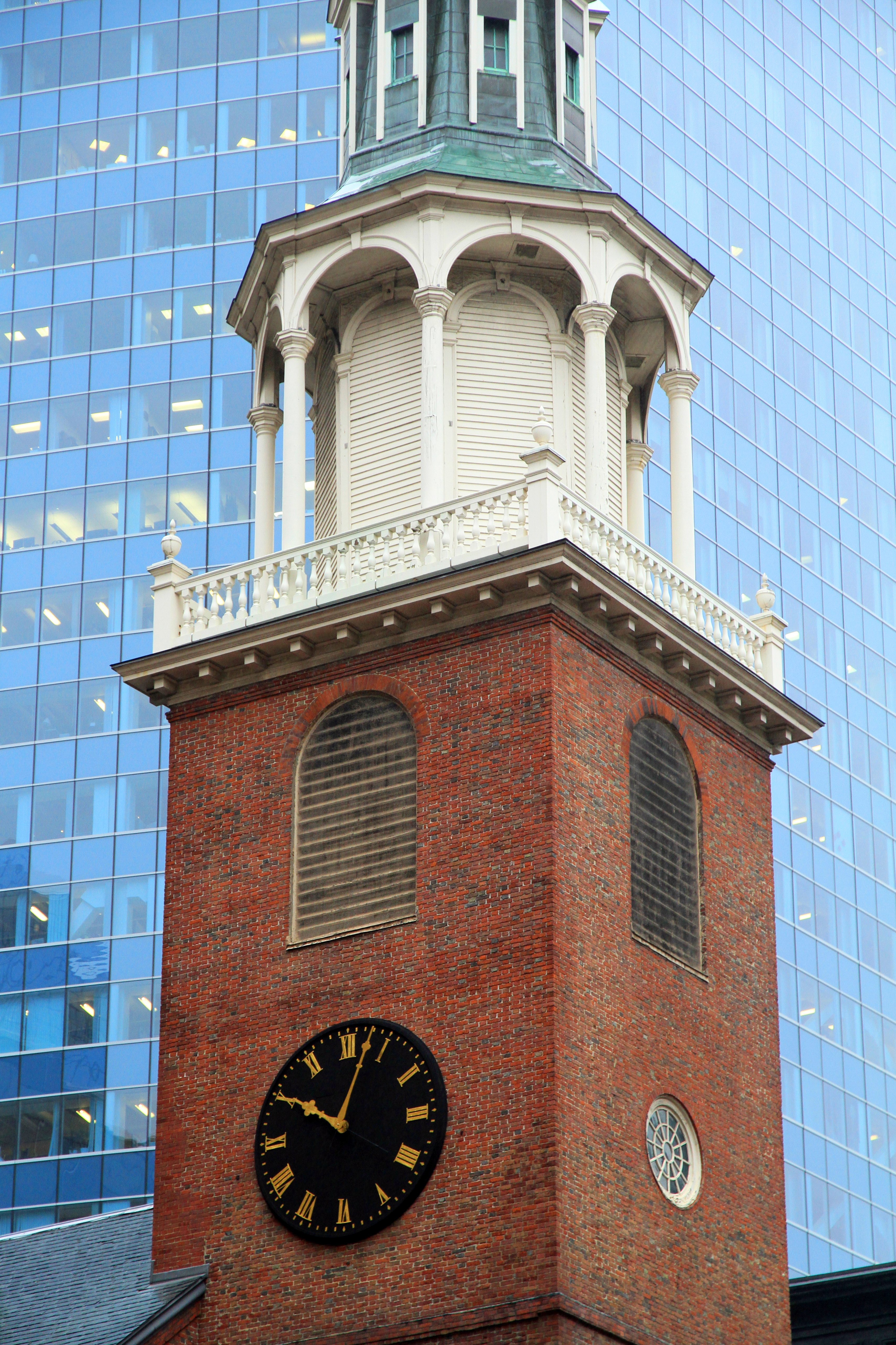
オールド・サウス集会場

#### 著名な集会者
- サミュエル・アダムズ
- ウィリアム・ドーズ
- ベンジャミン・フランクリン
- サミュエル・セウォル
- フィリス・ホイートリー

### 1877年-現在、博物館
3世紀に亘り、オールド・サウス集会場は重要な集会場となっている。アメリカ合衆国の独立の前、抗議集会の場として知られ、「マウス・ハウス(mouth-house )」とも呼ばれていた。アメリカ合衆国国定歴史建造物に認定され、「表現の自由」の本場ともされている。現在、博物館として一般公開されており、会合、会議、表現活動などに使用されている。
ワシントン・ストリートとミルク・ストリートの交差点に位置している。マサチューセッツ湾交通局(MBTA)のステート駅、ダウンタウン・クロッシング駅、パーク・ストリート駅から近い。
アメリカで現存する2番目に古い建物とされている。ボストン・ランドマーク委員会によりランドマーク認定の協議が行なわれている。

## ギャラリー

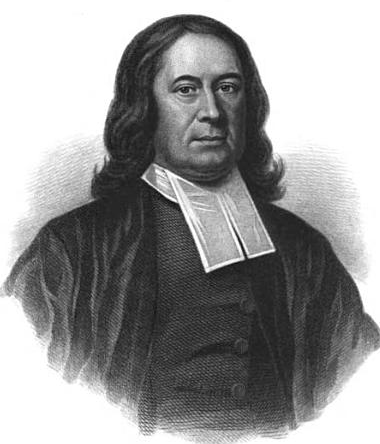
1713年から1769年頃、ジョセフ・セウォル牧師。
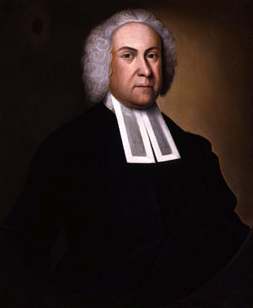
1718年-1758年、トーマス・プリンス牧師。ジョセフ・バッジャー画。
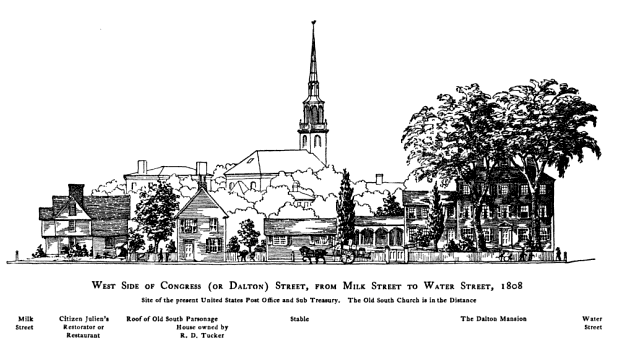
1808年、コングレス・ストリートからの眺め(ただし位置は正確ではない)。
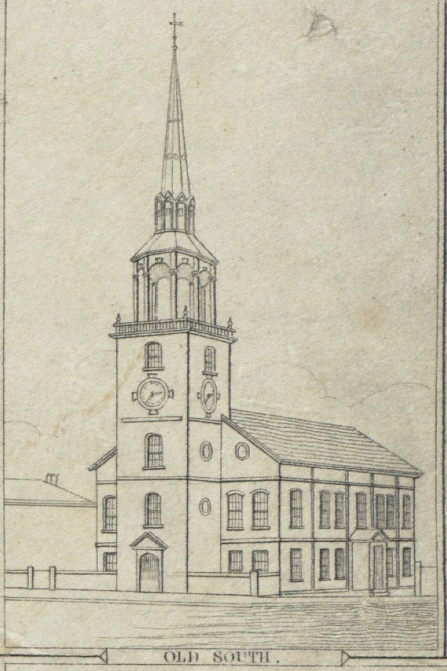
1835年
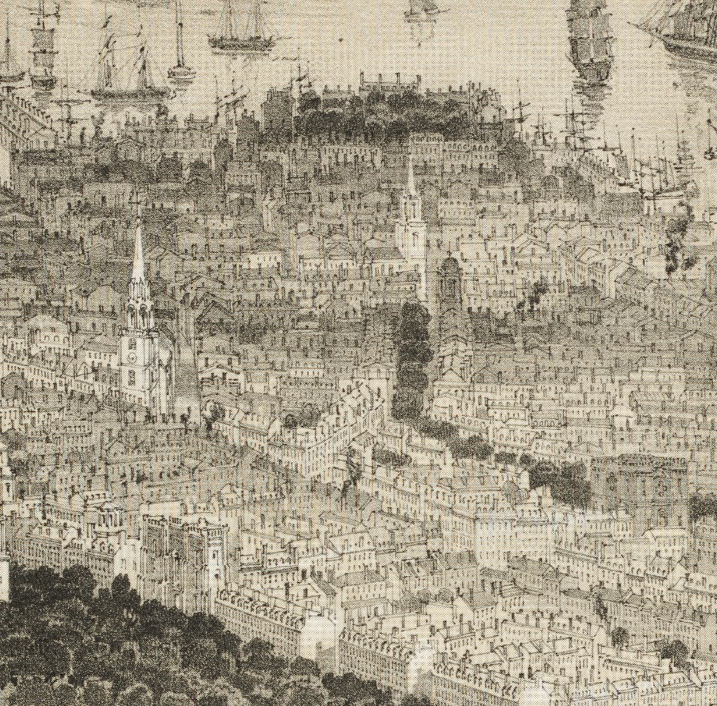
1850年、金融地区。中央左に集会場の塔が見える。
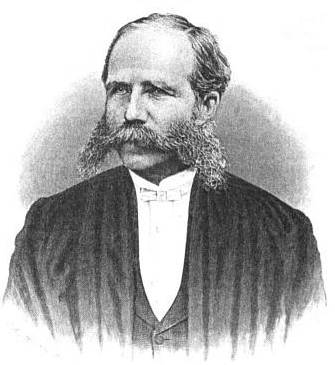
1857年から1872年、ジェイコブ・マニング牧師。
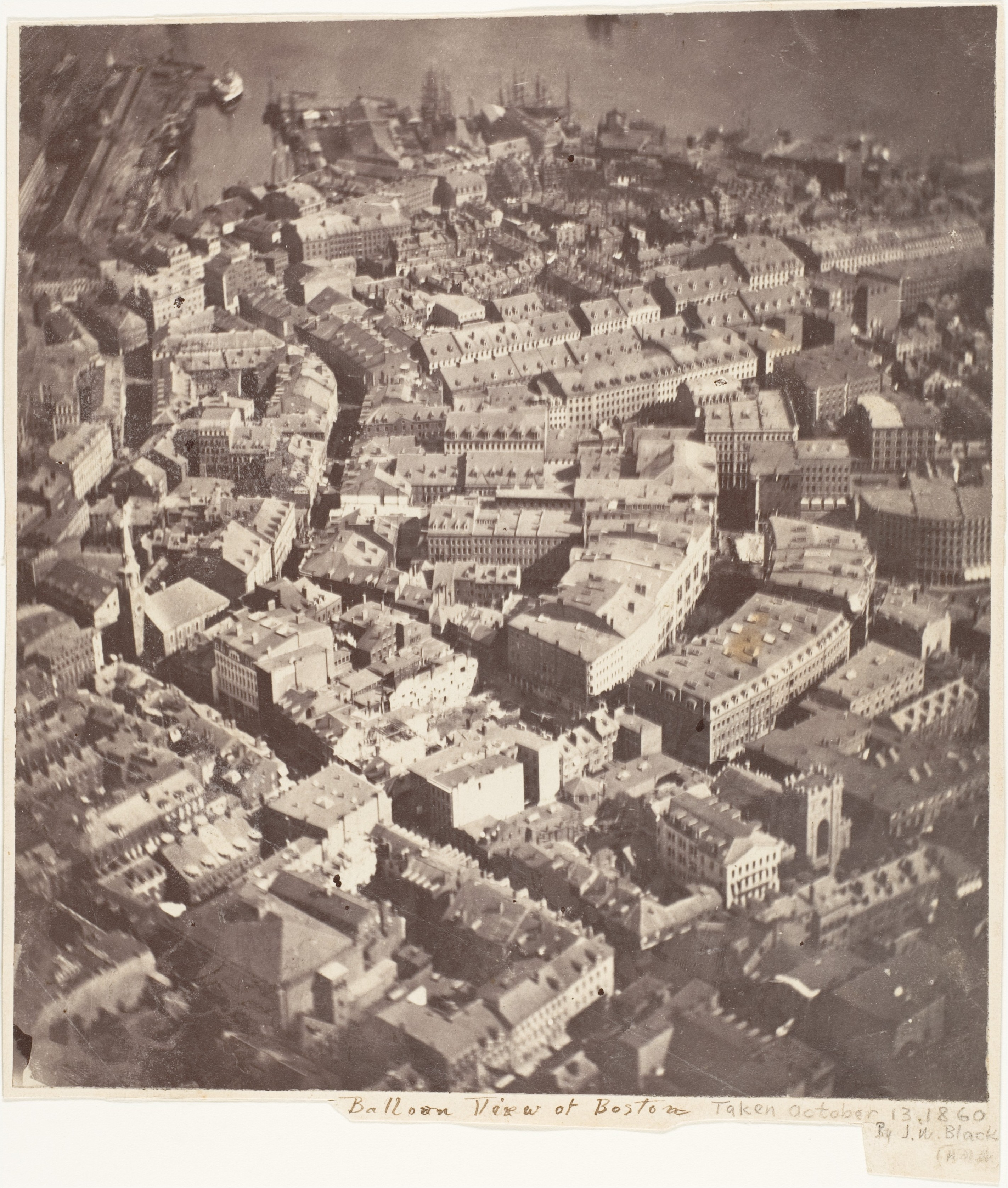
1860年、金融地区の航空写真。中央左に集会場が見える。
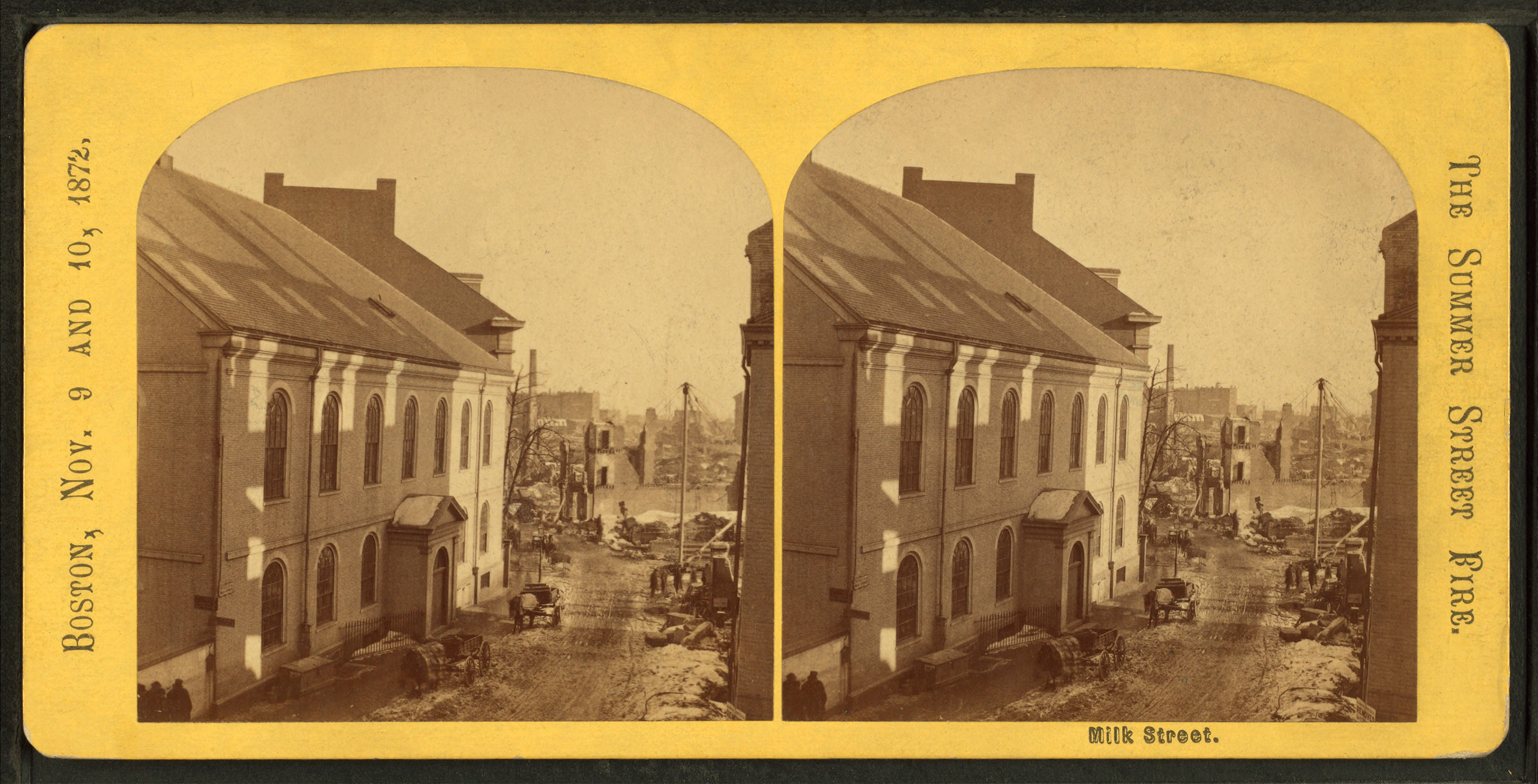
1872年、火事の後。左に集会場。
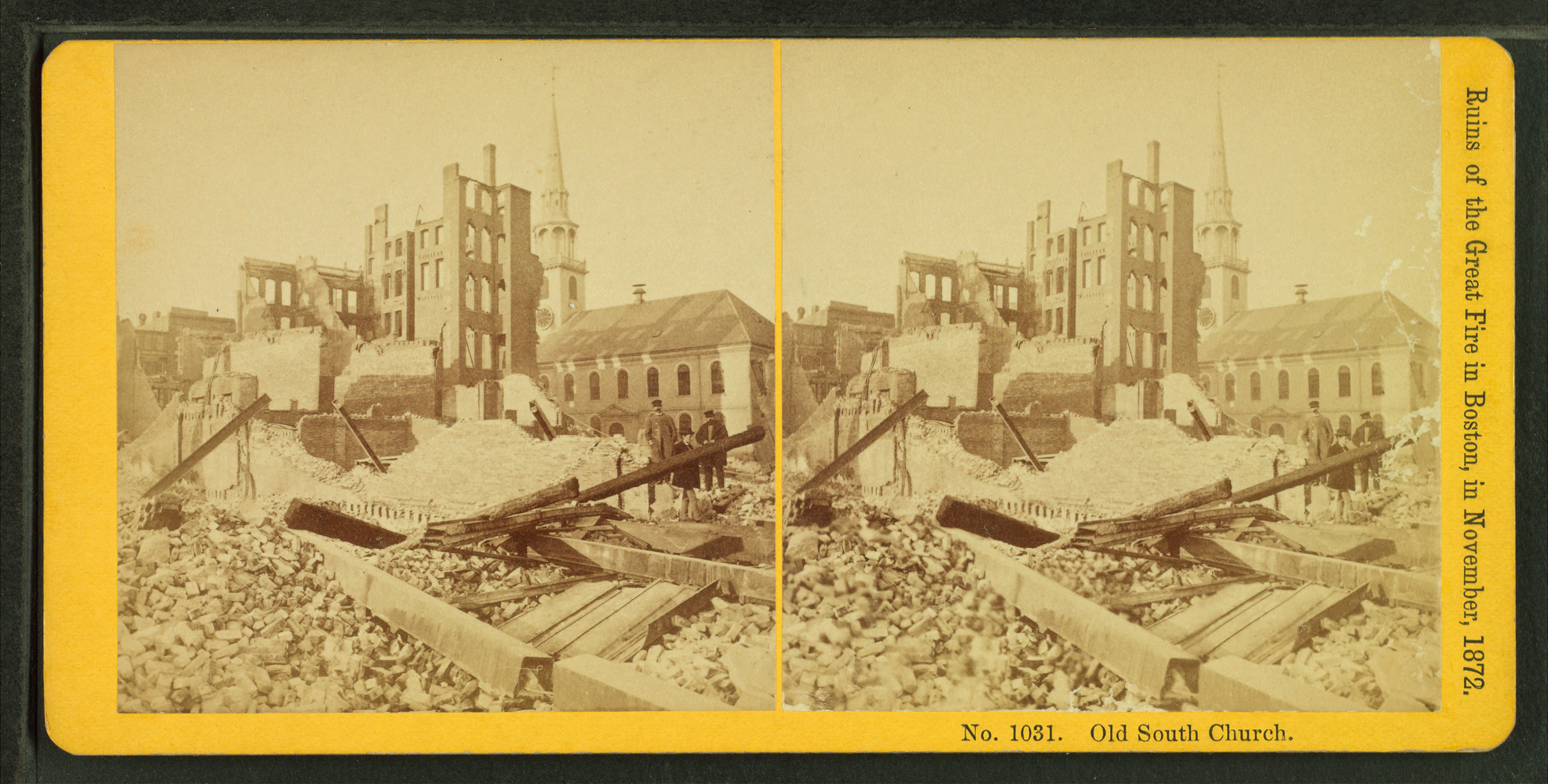
1872年、火事の後。
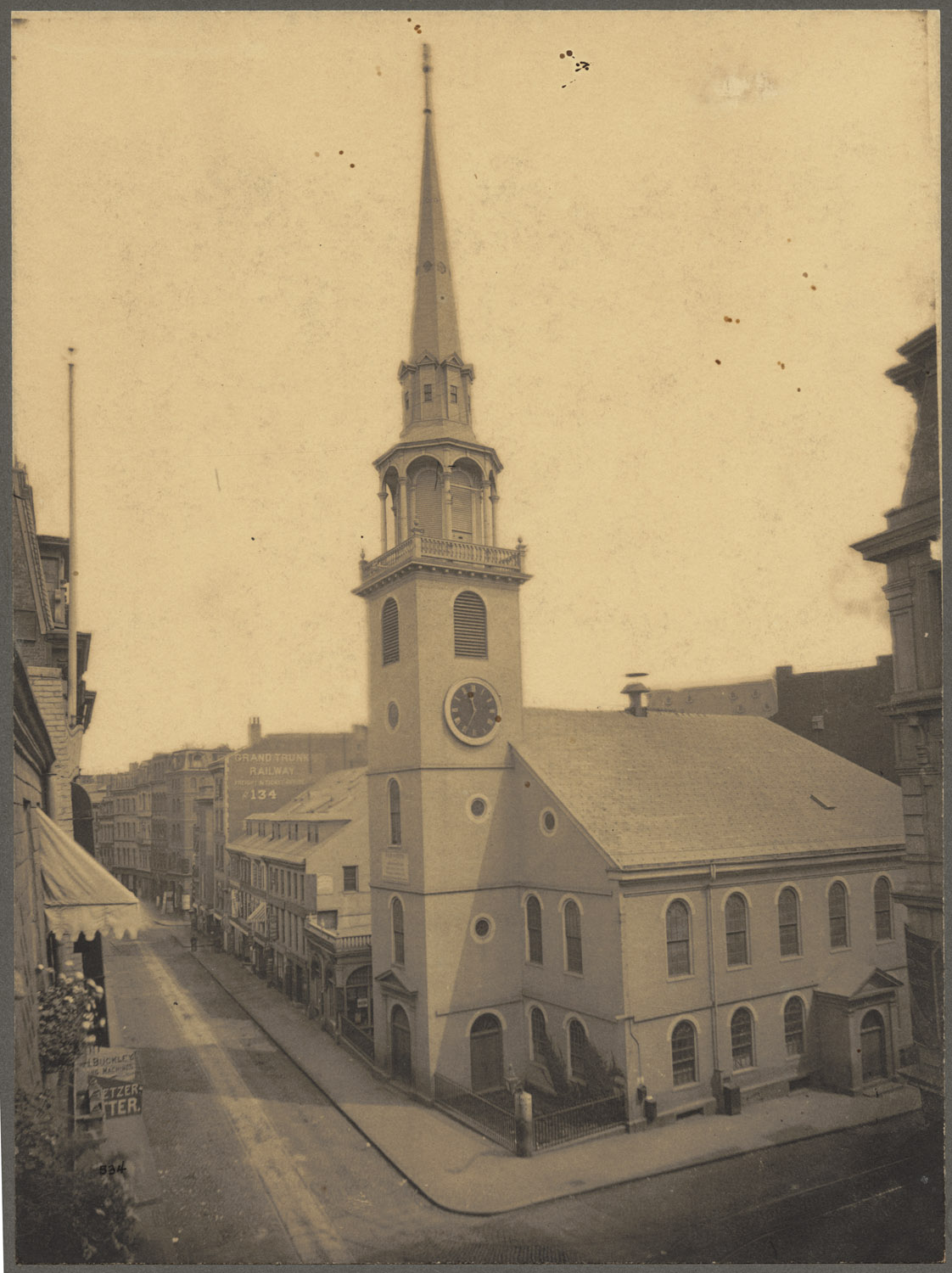
1898年頃。
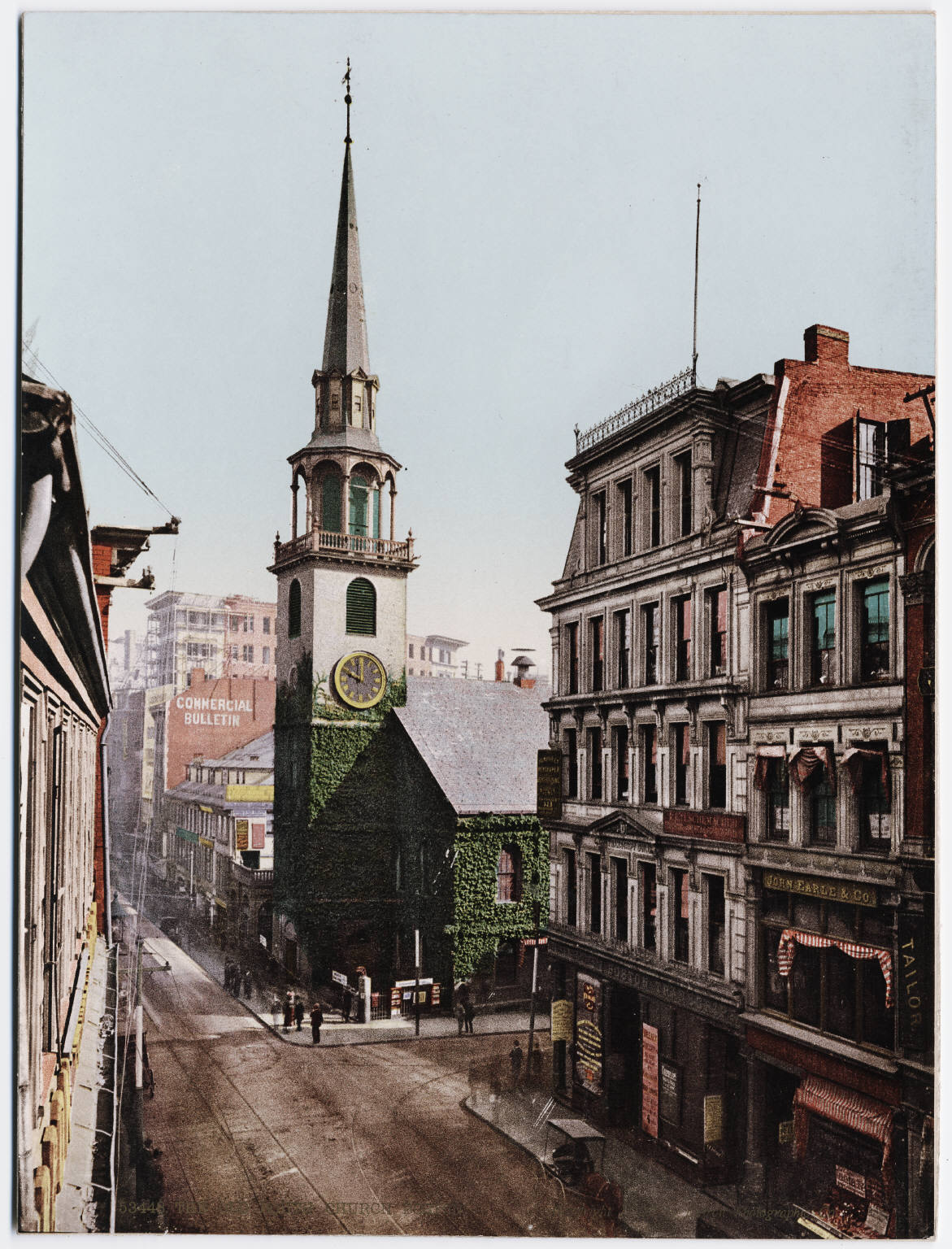
1900年、ワシントン、ミルク・ストリート。
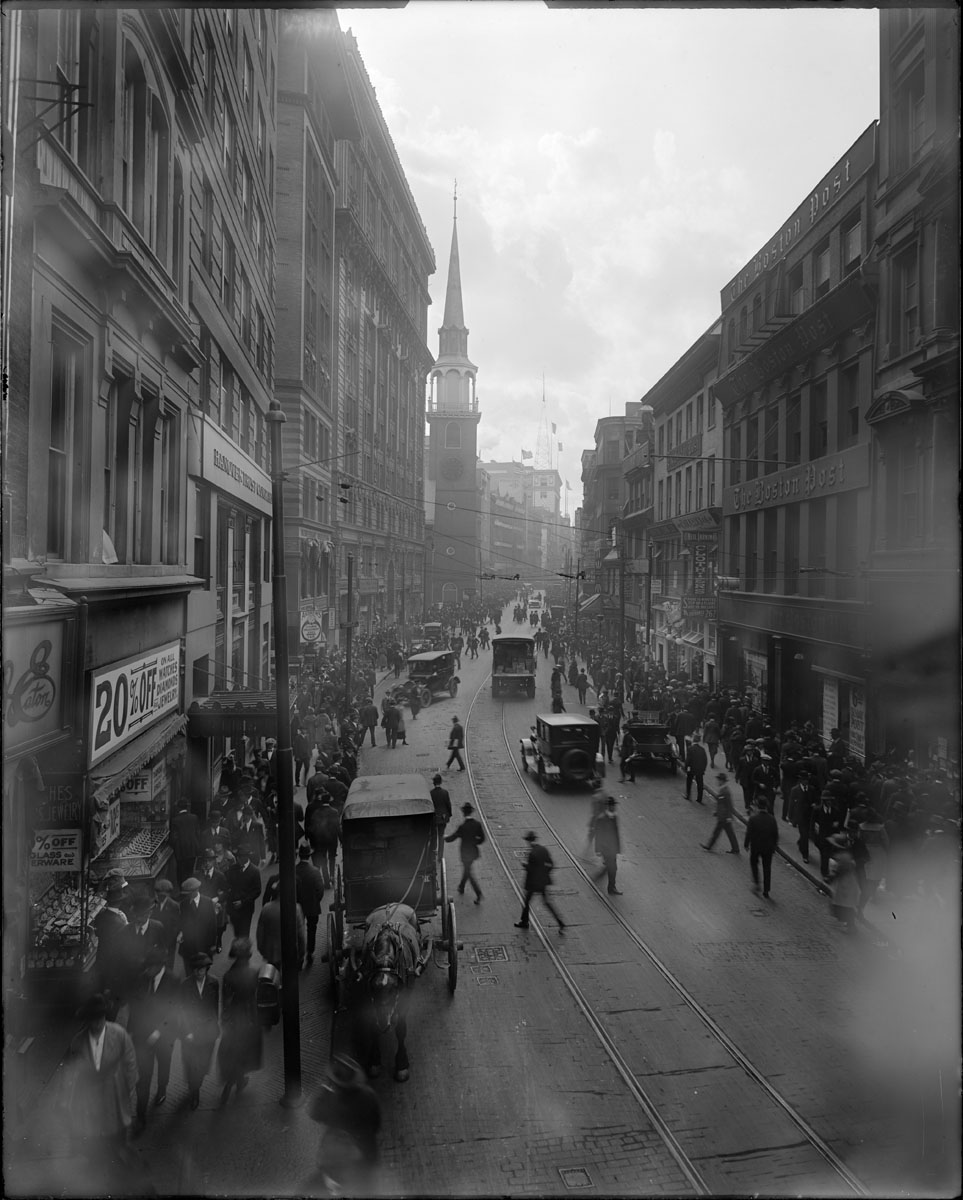
1920年、ワシントン・ストリート。奥に集会場。
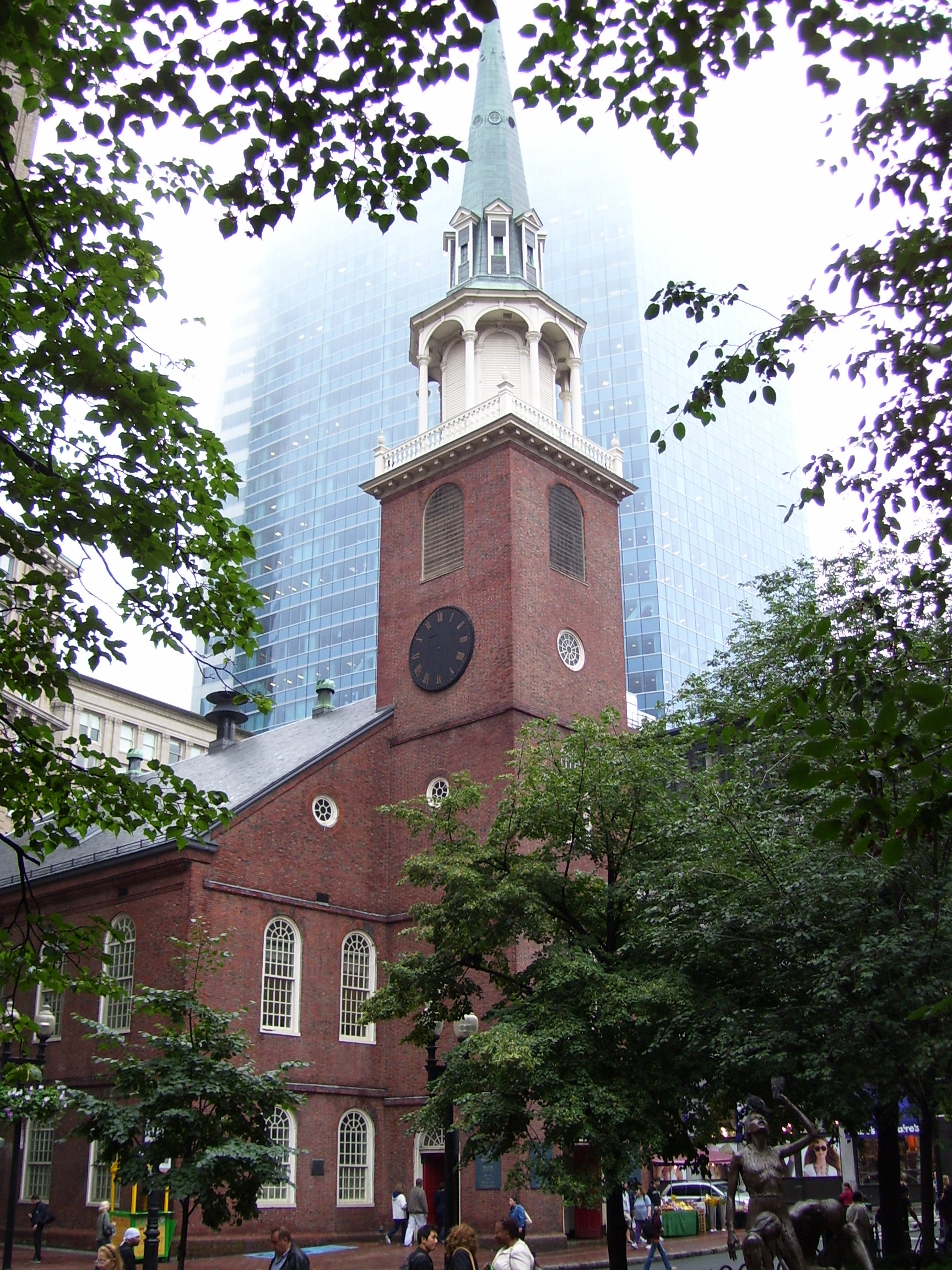
2009年。
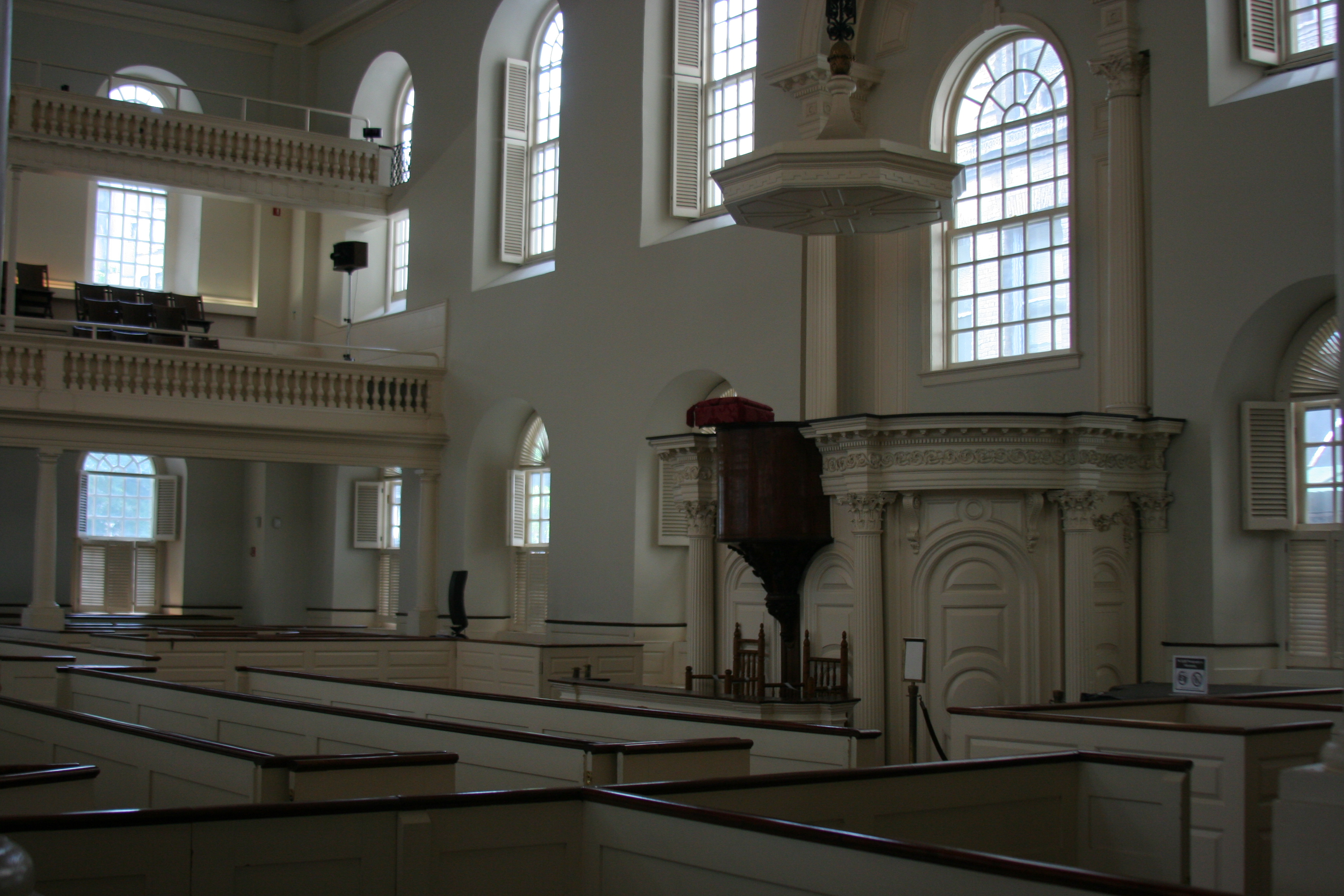
2010年、内部。